# Bob de Voogd

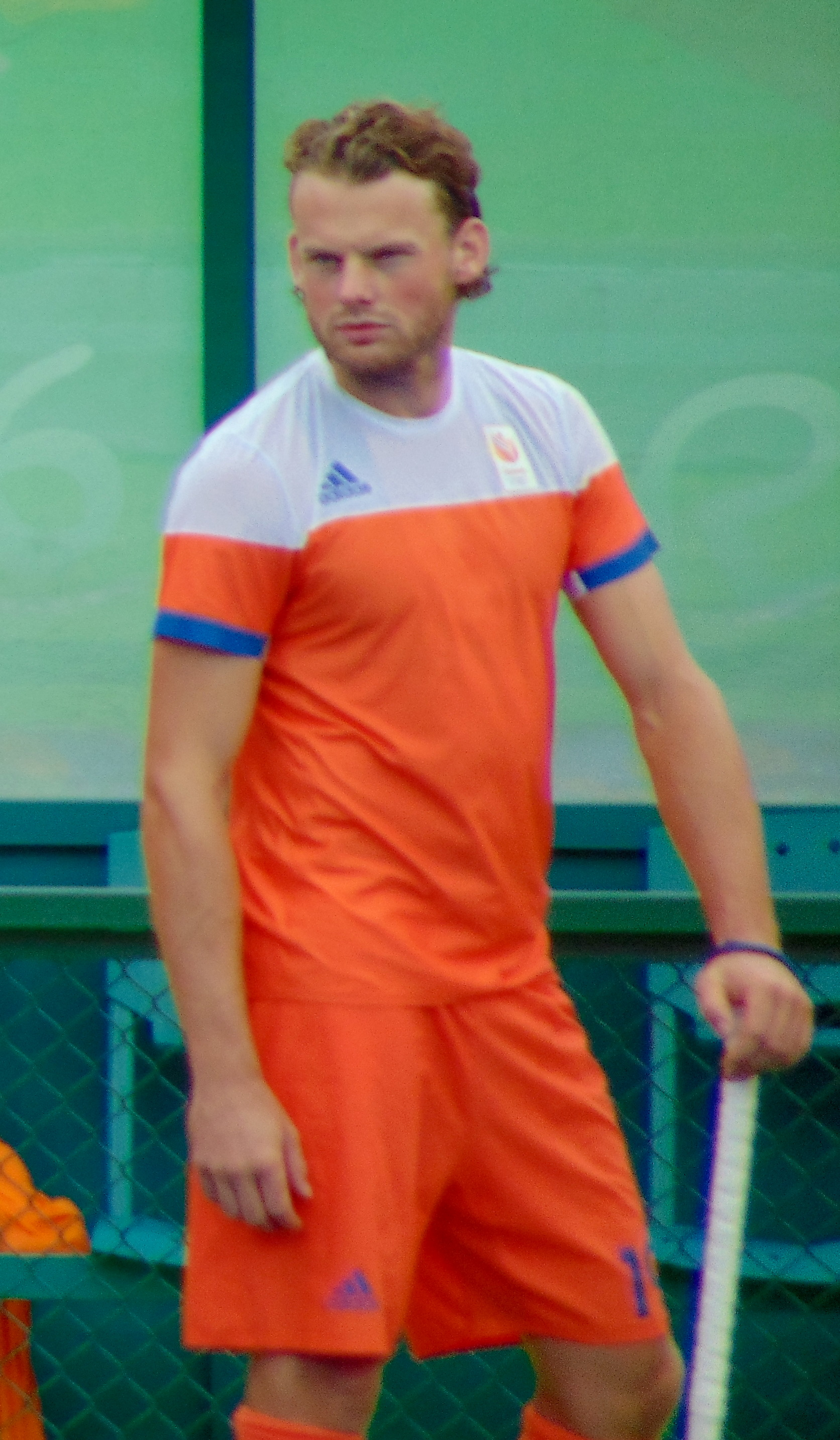
Bob de Voogd bei den Olympischen Spielen 2016

Bob de Voogd (* 16. September 1988 in Helmond) ist ein niederländischer Hockeyspieler, der bei den Olympischen Spielen 2012 die Silbermedaille gewann. 2018 war er mit der niederländischen Nationalmannschaft Weltmeisterschaftszweiter, 2015 und 2017 war er Europameister.

## Sportliche Karriere
Der 1,83 m große Bob de Voogd spielte von 2009 bis 2020 in der Nationalmannschaft. In 146 Länderspielen erzielte der Mittelfeldspieler 35 Tore. Seine erste internationale Medaille gewann er bei der Europameisterschaft 2011, als die Niederländer im Finale der deutschen Mannschaft mit 2:4 unterlagen. Bei den Olympischen Spielen 2012 in London gewannen die Niederländer ihre Vorrundengruppe vor der deutschen Mannschaft, die sie im Vorrundenspiel mit 3:1 bezwangen. Im Halbfinale besiegten sie die Briten mit 9:2. Im Finale trafen die Niederländer wieder auf die deutschen Herren und unterlagen diesmal mit 1:2.
Danach war Bob de Voogd erst 2015 wieder bei einem großen Turnier dabei. Bei der Europameisterschaft 2015 in London siegten die Niederländer im Finale mit 6:1 gegen die deutsche Mannschaft. Im Jahr darauf bei den Olympischen Spielen in Rio de Janeiro belegten die Niederländer in der Vorrunde den zweiten Platz hinter der deutschen Mannschaft, aber vor den Argentiniern. Im Viertelfinale bezwangen sie die australische Mannschaft mit 4:0, unterlagen dann aber im Halbfinale den Belgiern mit 1:3. Im Spiel um Bronze verloren die Niederländer gegen die Deutschen im Penalty-Schießen.
2017 waren die Niederlande in Amstelveen Gastgeber der Europameisterschaft. Nach dem ersten Platz in der Vorrunde und einem 3:1 über die englischen Herren im Halbfinale gewannen die Niederländer das Finale gegen die Belgier mit 4:2. Bei der Weltmeisterschaft 2018 in Bhubaneswar waren die Niederlande in der Vorrunde Zweite hinter den Deutschen. Mit Siegen über Kanada und Indien erreichten die Niederländer das Halbfinale, das sie im Penalty-Schießen gegen die australische Mannschaft gewannen. Im Finale trafen dann wie bei der Europameisterschaft 2017 die Niederlande und Belgien aufeinander, die Belgier gewannen das Spiel im Penalty-Schießen.
Auf Vereinsebene spielte Bob de Voogd unter anderem für Oranje Zwart, 2014 und 2015 gewann er mit dieser Mannschaft den niederländischen Meistertitel.